# ویکو آلتونن
وِیکو آلتونن (فنلاندی: Veikko Aaltonen؛ ‏ ۱ دسامبر ۱۹۵۵) کارگردان فیلم، تدوین‌گر، تدوین‌گر صدا، مدیر تولید، فیلم‌نامه‌نویس و بازیگر اهل فنلاند است.
از فیلم‌هایی که وی در آن‌ها نقش داشته است، می‌توان به جنایت و مکافات و زندگی کولی‌وار اشاره نمود.